# Hellula caecigena
Hellula caecigena là một loài bướm đêm trong họ Crambidae.